# Iris Le Feuvre
Pour les articles homonymes, voir Lefeuvre.
Iris Médora Le Feuvre, née Renouf, est une députée de Jersey et première femme à être désignée Connétable de l'île Anglo-Normande. 

## Biographie
Iris Renouf naquit dans la paroisse de Saint-Martin. Durant la Seconde Guerre mondiale, la famille Renouf cacha un prisonnier de guerre russe que le chef de la Résistance à Jersey, Norman Le Brocq s'occupait à libérer des troupes d'occupation nazies.
En 1945, après la reddition des troupes d'occupation allemandes et la libération des îles Anglo-Normandes, elle travailla comme comptable jusqu'en 1948. Cette année-là, elle épousa Éric Le Feuvre, un fermier de la paroisse de Saint-Laurent.
De confession protestante mais du courant méthodiste, elle participe au projet « Communicare ».
Iris Le Feuvre a été élue députée de Saint-Laurent de 1978 à 1981. De 1984 à 1999, elle assume la charge de Connétable de Saint-Laurent. Elle fut ainsi la première femme à être élue Connétable.
Pendant ce temps, elle a été présidente du Comité de l'éducation à Jersey de 1989 à 1998.
En 2002, Iris Le Feuvre est élevée au titre de l'Ordre de l'Empire britannique.
En 2003, elle a dirigé un groupe d'experts pour un rapport sur le vieillissement de la population de Jersey. La même année, elle a également dirigé le Comité de coordination pour l'élimination de la pauvreté à Jersey, qui a révélé que 2 000 jeunes vivaient dans un logement exigu et inadapté.
En 2005, elle est choisie par la population pour représenter la personnalité jersiaise au sein de l'organisme culturel et du sauvegarde du Jersey Heritage. L'année suivante, elle soutient l'appel du Jersey Heritage pour la sauvegarde des côtes de Jersey de l'emprise foncière. 
En 2007, elle se retrouve, en tant que responsable du comité pour la protection de l'enfance de Jersey (The Jersey Child Protection Committee), au milieu d'une polémique avec le sénateur Stuart Syvret, ministre de la Santé et des Services sociaux de l'époque. Critiquant ouvertement la façon de conduire les affaires de maltraitance envers des enfants de Jersey, elle s'oppose à Stuart Syvret et finit par être exclue du comité pour la protection de l'enfance de Jersey.